# Daniel Amieva
Daniel Amieva Villa (Oviedo, Asturias, España, 24 de marzo de 1976) es un exfutbolista español que se desempeñaba como centrocampista.

## Clubes
| Club            | País   | Año       |
| --------------- | ------ | --------- |
| Real Oviedo "B" | España | 1994-1998 |
| Real Oviedo     | España | 1998-2003 |
| U. D. Salamanca | España | 2003-2005 |